# Dorfkirche Karwesee

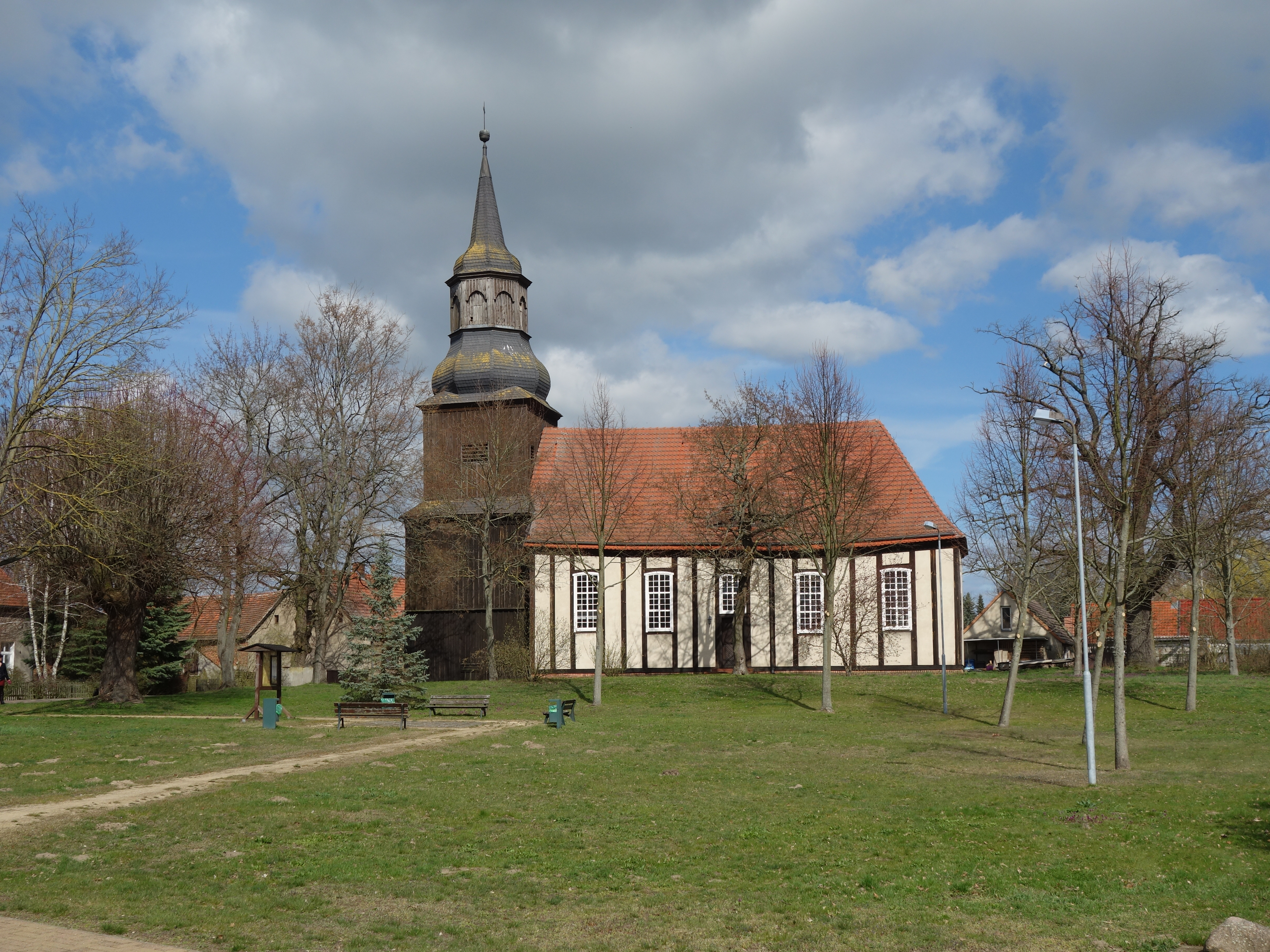
Dorfkirche Karwesee

Die evangelische Dorfkirche Karwesee ist eine Fachwerkkirche aus dem Jahr 1756 in Karwesee,
einem Ortsteil der Gemeinde Fehrbellin im Landkreis Ostprignitz-Ruppin in Brandenburg. Die Kirchengemeinde gehört zum Kirchenkreis Nauen-Rathenow der Evangelischen Kirche Berlin-Brandenburg-schlesische Oberlausitz.

## Lage
Die Kreisstraße 6801 führt als Hauptstraße von Westen kommend in südsüdöstlicher Richtung durch den Ort. Die Dorfkirche steht ein wenig abseits des Dorfangers am nordwestlichen Ende der Straße auf einem leicht erhöhten Grundstück, das mit einer kurzen Verbindungsstraße an die Hauptstraße angebunden und nicht eingefriedet ist.

## Geschichte
Das Dorf wurde erstmals 1294 urkundlich erwähnt und gehörte zu dieser Zeit zum Bistum Havelberg. Spätestens im Jahr 1459 muss es eine Dorfkirche gegeben haben, die Mutterkirche war. Das Kirchenpatronat lag im Jahr 1521 bei der Familie von Bellin, die außerdem über einigen Besitz im Dorf verfügten. Nach der Reformation kam das Dorf zum kurfürstlich-brandenburgischen Amt Bellin.
Dem Pfarrer standen im Jahr 1624 zwei Hufen zu. Kurze Zeit später kam Betzin als Tochterkirche hinzu (1622). Es ist denkbar, dass die Kirche im Dreißigjährigen Krieg im Jahr 1635 beim Abzug sächsischer Truppen vernichtet wurde. Im Jahr 1752 übernahm die Familie um Ehrenreich von Rathenow die Anteile der von Bellin. Sie errichteten einen Neubau. Er wurde nicht, wie der Vorgängerbau, in der Mitte des Dorfangers, sondern in der Nähe des Gutshauses errichtet. Nachdem der Rittmeister Gottfried Daniel von Ziethen im Jahr 1793 den Rathenowschen Anteil erworben hatten, ließen sie die Kirche im Folgejahr ausmalen.
Zur Mitte des 20. Jahrhunderts waren umfangreiche Sanierungsarbeiten erforderlich geworden. Der Berliner Architekt Wendland legte in den Jahren 1938/1939 Pläne für entsprechende Arbeiten vor, die jedoch nicht zur Umsetzung kamen. Nach dem Zweiten Weltkrieg kam es zu Plünderungen, um Bau- und Brennmaterial zu gewinnen. Das Gutshaus wurde vollständig abgerissen. Der im Zweiten Weltkrieg beschädigte Kirchturm konnte 1949/1950 wiederhergestellt werden. Kurz darauf musste jedoch die Patronatsloge an der Südseite des Kirchenschiffs in den Jahren 1951/1952 abgebrochen werden. Für weitere Arbeiten fehlten die finanziellen Mittel. Da weitere Instandsetzungen unterblieben, wurde die Kirche 1974 baupolizeilich geschlossen und der spätbarocke Kanzelaltar von 1755 im Jahr 1978 ausgebaut.
Eine umfassende Renovierung erfolgte erst nach der Wende bis 1995. Allerdings fielen im Sommer 2020 zwei große Putzschollen von der Decke. Bei der Schadensanalyse stellte sich heraus, dass bei der Sanierung in den 1990er Jahren ein falscher Putzträger verwendet worden war. Die damals erneuerten Bereiche müssen nun abermals saniert werden. Dazu soll eine Rohrgeflechtmatte eingebracht und abschließend verputzt werden. Die ersten Kostenschätzungen gehen von rund 60.000 Euro aus.

## Baubeschreibung

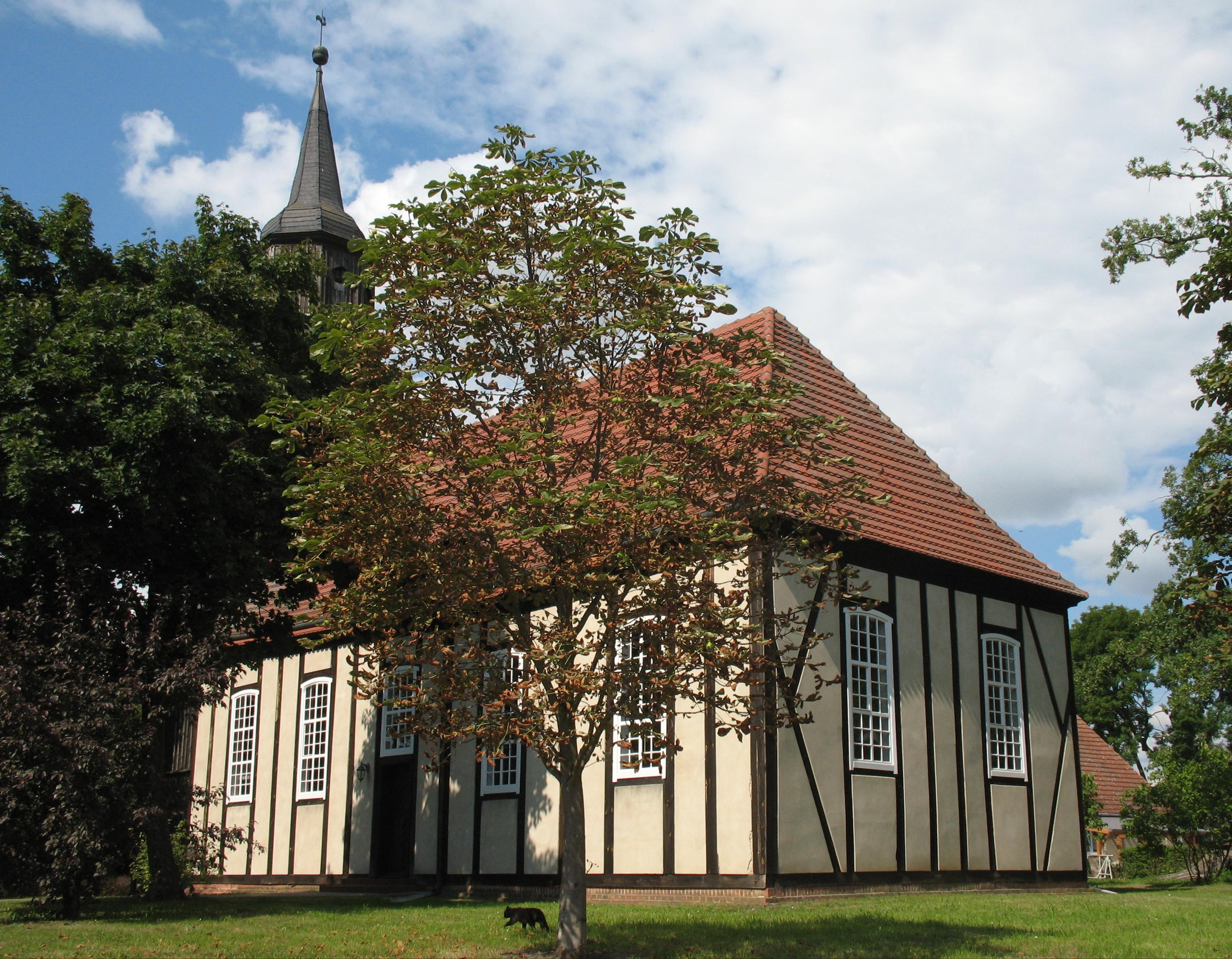
Ansicht von Südosten

Das Bauwerk entstand im Wesentlichen aus Fachwerk auf einem Ziegelsockel. An der Ostseite sind zwei große, gedrückt-segmentbogenförmige Fenster. An der Nord- und Südseite des Langhauses finden sich je fünf gleichartige Öffnungen; an der Südseite ist zusätzlich mittig eine kleine, rechteckige Pforte. Als Besonderheit wurden die Querriegel des Fachwerks in die Konstruktion zurückversetzt und mit Mauerwerk verblendet. Hierdurch werden die Vertikalen in besonderer Art und Weise betont.
Nach Westen hin schließt sich der Kirchturm an. Er hat einen quadratischen Grundriss und wurde verbrettert. Der Zugang erfolgt durch eine hölzerne Pforte von der Westseite her. Im mittleren Geschoss verjüngt sich die Fachwerkkonstruktion. Oberhalb erhebt sich eine achteckige Turmhaube mit Laterne, die mit Turmkugel und Wetterfahne abschließt.

## Ausstattung

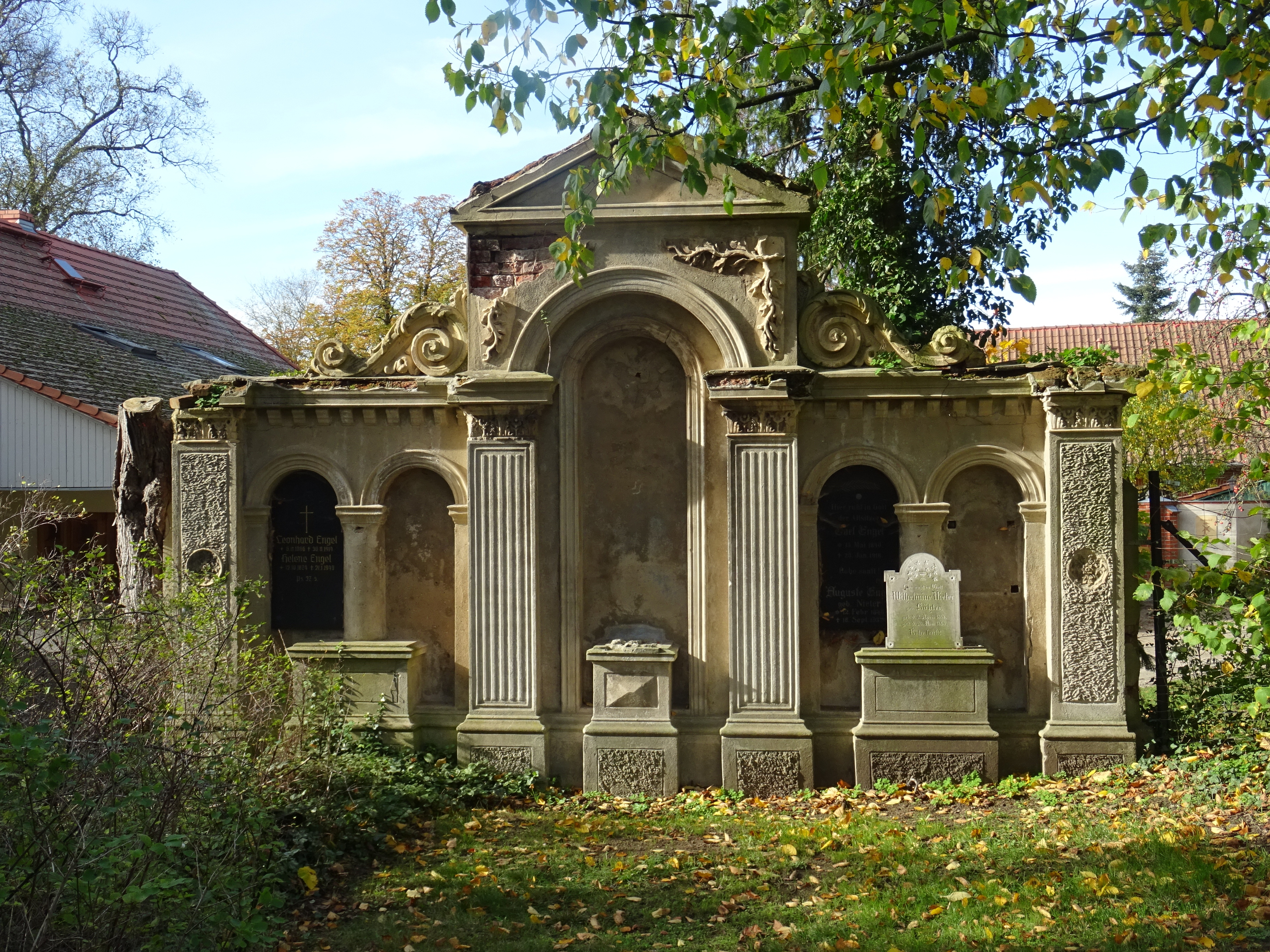
Grabstätte Engel

Zur Kirchenausstattung gehört eine hölzerne Fünte aus der Zeit um 1602. Sie stand ursprünglich in einer Kirche in Dechtow und kam in den 1930er Jahren nach Karwesee. Sie besteht aus einem oktogonalen Holzaufbau in Formen der Spätrenaissance und zeigt in vier Bogenfeldern die Evangelisten. In weiteren Feldern sind Reste von Stifternamen erkennbar. Die Fünte wurde 1992/1993 restauriert. Eine hölzerne Gedenktafel erinnert an die Gefallenen der Befreiungskriege. Sie wurde von A. Schneider aus Fehrbellin im Jahr 1876 angefertigt und besteht aus einem Holzschild mit bekrönendem Akanthus. Im Erdgeschoss des Turms steht eine Leichenbahre aus dem Jahr 1792. Der Kanzelaltar ist bauzeitlich.
Ein Teil der Decke ist mit der ursprünglichen, polychromen und illusionistischen Deckenmalerei verziert. Das ursprünglich vorhandene Gestühl kam bei der ersten Sperrung des Bauwerks 1970 in umliegende Gemeinden und besteht nun seinerseits aus einer Zusammenstellung aus verschiedenen Kirchengemeinden der Umgebung.
Im Westen des Bauwerks steht eine Empore, unter der in den 1990er Jahren eine Winterkirche eingerichtet wurde. Auf der Empore steht eine Orgel, die Detlef Kleuker im Jahr 1964 für die Versöhnungskirche in Berlin gebaut hatte. Diese Kirche wurde 1985 auf Veranlassung der DDR-Regierung gesprengt und das Instrument kam über Umwege im Jahr 1998 nach Karwesee.
Im Turm hängen zwei Bronzeglocken, die vermutlich aus dem 15. oder 16. Jahrhundert stammen. Auf dem Friedhof befindet sich die in der Zeit um 1914/1916 errichtete Grabstätte für die Familie Engel. Sie ist in neobarocken Formen gehalten, wird von einem schmiedeeisernen Gitter umrahmt und steht unter Denkmalschutz.

## Rezeption
Das Brandenburgische Landesamt für Denkmalpflege und Archäologische Landesmuseum (BLDAM) lobt das Bauwerk als „eine der wenigen im 18. Jh. errichteten Fachwerkkirchen im Bearbeitungsgebiet; eine Besonderheit stellt die in Fragmenten erhaltene farbige Deckenfassung dar. Mit ihrer eigentümlichen, die Vertikale betonenden Fachwerkkonstruktion und dem reizvollen Turmhelm ortsbildprägend“.